# Francesilla
La francesilla (Ranunculus asiaticus), és una espècie de ranuncle i és una planta nativa de la regió mediterrània oriental, el sud-oest d'Àsia, sud-est d'Europa i nord-est d'Àfrica.
És una planta herbàcia perenne que fa fins a 45 cm d'alt. Les fulles basals tenen tres lòbuls i com les tiges són piloses. Les flors fan de 3 a 5 cm de diàmetre i poden ser de vermelles a rosades, grogues o blanques.
En alguns llocs, com Israel, és una espècie de planta protegida.
És una planta ornamental molt popular amb nombrosos cultivars. Poden tolerar glaçades lleugeres, però no més intenses de –10 °C.
Algunes varietats tenen flors dobles.

## Reconeixement
L'1 de març de 2023, Canada Post, l'administració postal del Canadà, va emetre un segell postal amb Ranunculus asiaticus. El segell es va emetre en llibrets i rotllos i com a full de record.